# Eric Alexander (voetballer)
Eric Alexander (Pittsburgh, 14 april 1988) is een Amerikaans betaald voetballer die uitkomt voor Montreal Impact in de Major League Soccer.

## Clubcarrière
Alexander werd als vierenveertigste gekozen in de MLS SuperDraft 2010 door FC Dallas. Zijn professionele debuut maakte hij op 27 maart 2010 tegen Houston Dynamo. In zijn eerste seizoen bij de club speelde hij in zeventien competitiewedstrijden waarin hij twee doelpunten maakte en drie assists gaf. Op 19 augustus 2011 werd hij naar Portland Timbers gestuurd inruil voor Jeremy Hall. Daar maakte hij het seizoen af met zes gespeelde competitiewedstrijden. Het seizoen erop speelde hij in vierentwintig competitiewedstrijden voor Portland, waarin hij zes assists gaf.
Op 11 februari 2013 maakte Alexander de overstap naar New York Red Bulls. Hij was daar direct belangrijk met vier doelpunten en twee assists in vierendertig competitiewedstrijden. In zijn eerste seizoen won hij met de club tevens de MLS Supporters' Shield. Ook in zijn tweede seizoen bij de Red Bulls speelde hij in vierendertig competitiewedstrijden. Daarin maakte hij twee doelpunten en gaf hij negen assists. Op 27 januari 2015 werd hij samen met Ambroise Oyongo naar Montreal Impact gestuurd inruil voor Felipe.

## Interlandcarrière
Op 22 januari 2011 maakte Alexander tegen Chili zijn debuut voor het voetbalelftal van de Verenigde Staten.